# Carex tuberculata
Carex tuberculata är en halvgräsart som beskrevs av Frederik Michael Liebmann. Carex tuberculata ingår i släktet starrar, och familjen halvgräs. Inga underarter finns listade i Catalogue of Life.